# Boujniba
Boujniba (arabiska: بوجنيبة) är en stad i Marocko. Den ligger i provinsen Khouribga och regionen Béni Mellal-Khénifra, 120 km söder om huvudstaden Rabat. Antalet invånare var 16 030 vid folkräkningen 2014.